# Pilar Boyero
 (juillet 2024).
La mise en forme du texte ne suit pas les recommandations de Wikipédia : il faut le « wikifier ».
Les points d'amélioration suivants sont les cas les plus fréquents. Le détail des points à revoir est peut-être précisé sur la page de discussion.
- Les titres sont pré-formatés par le logiciel. Ils ne sont ni en capitales, ni en gras.
- Le texte ne doit pas être écrit en capitales (les noms de famille non plus), ni en gras, ni en italique, ni en « petit »…
- Le gras n'est utilisé que pour surligner le titre de l'article dans l'introduction, une seule fois.
- L'italique est rarement utilisé : mots en langue étrangère, titres d'œuvres, noms de bateaux, etc.
- Les citations ne sont pas en italique mais en corps de texte normal. Elles sont entourées par des guillemets français : « et ».
- Les listes à puces sont à éviter, des paragraphes rédigés étant largement préférés. Les tableaux sont à réserver à la présentation de données structurées (résultats, etc.).
- Les appels de note de bas de page (petits chiffres en exposant, introduits par l'outil «  Source ») sont à placer entre la fin de phrase et le point final[comme ça].
- Les liens internes (vers d'autres articles de Wikipédia) sont à choisir avec parcimonie. Créez des liens vers des articles approfondissant le sujet. Les termes génériques sans rapport avec le sujet sont à éviter, ainsi que les répétitions de liens vers un même terme.
- Les liens externes sont à placer uniquement dans une section « Liens externes », à la fin de l'article. Ces liens sont à choisir avec parcimonie suivant les règles définies. Si un lien sert de source à l'article, son insertion dans le texte est à faire par les notes de bas de page.
- La présentation des références doit suivre les conventions bibliographiques. Il est recommandé d'utiliser les modèles {{Ouvrage}}, {{Chapitre}}, {{Article}}, {{Lien web}} et/ou {{Bibliographie}}. Le mode d'édition visuel peut mettre en forme automatiquement les références.
- Insérer une infobox (cadre d'informations à droite) n'est pas obligatoire pour parachever la mise en page.

Pour une aide détaillée, merci de consulter Aide:Wikification.
Si vous pensez que ces points ont été résolus, vous pouvez retirer ce bandeau et améliorer la mise en forme d'un autre article.
Pilar Boyero Gómez, connue sous le nom Pilar Boyero, née le 28 mai 1974 dans Caceres, est une chanteuse, présentatrice et professeur espagnole spécialisée en copla, appelée La Catedrática de la Copla.
Elle écrit, présente et dirige, depuis 2006, l'émission Soy lo prohibido sur Canal Extremadura Radio consacrée à la copla et à sa vision particulière de la musique.
Elle enseigne l'Histoire de la Copla à l'Université d'Estrémadure et donne des conférences sur ce sujet.
Tertulliane et membre du jury de programmes télévisés de nouveaux talents tels que Duende joven sur Canal Extremadura Televisión Télévision, A tu vera et Los niños de tus ojos sur Castilla-La Mancha Télévision et au festival San Remo Music Awards Cuba.
En outre, elle a dirigé des sections consacrées à la chanson espagnole telles que Cuadernos de copla ou La Copla por montera dans Canal Extremadura Télévision et dans d'autres médias tels que ABC Punto Radio.

## Biographie
Elle a étudié le droit à l'Université d'Estrémadure. Elle a été étudiante en chant et piano au Conservatoire Officiel de Musique "Hermanos Berzosa" de Cáceres pendant cinq ans et soliste dans la Chœur UEX. À Séville, il se forme avec Maestro Borriño, spécialisé en copla, et plus tard à Madrid avec Maestro Bazán. Il décide de se consacrer professionnellement à la copla en 1992, après avoir excellé dans ce genre en se produisant dans des stations locales, des fêtes de quartier, des festivals, etc. Cette même année, il participe au chaleureux hommage au Maestro Juan Solano qui a lieu à Cáceres, partageant le projet de loi avec des personnalités établies telles que Lolita Sevilla, Paquita Rico, María José Santiago, etc., organisé par la Conseil provincial de Cáceres. Il a également été inclus dans les programmes d'activités du gouvernement d'Estrémadure et des conseils provinciaux de Cáceres et de Badajoz, comme Estivalia, Otoño Musical, entre autres.
En 1995, elle sort son premier album sur le marché national sous le titre El cante mío; enregistré dans les studios Jammin' de Mérida. Cet enregistrement a été diffusé sur les principales radios consacrées à la musique espagnole : Cadena Dial, Radio Nacional de España, etc.
Elle se produit fréquemment en dehors de la région, dans des maisons d'Estrémadure comme à Igualada (Barcelone), Vitoria-Gasteiz, etc., ainsi que dans des théâtres et des salles de Madrid. En mai de la même année, elle se produit dans la capitale devant les caméras de télévision de Canal 47 en tant qu'artiste invitée dans le programme Las noche del 47, présenté par Maestro Bazán. Elle a participé au spectacle de chant espagnol et flamenco Quejío, créé par le guitariste flamenco José Antonio Conde.
En février 1996, elle était accompagnée du pianiste Felipe Campuzano, lors d'un spectacle à l'Auditorium San Francisco de Cáceres. En avril de la même année, elle effectue une tournée au Maroc, se produisant dans des centres éducatifs dépendant de l'ambassade d'Espagne. En 1998, elle commence sa tournée estivale en se produisant, dans un concert acoustique (piano, contrebasse et voix), au légendaire Athénée de Madrid. Elle le conclut trois mois plus tard, au Palais des Expositions et des Congrès de Salamanque, accompagnée de son orchestre.
Le 28 avril 1999, elle présente son deuxième album Pilar Boyero canta al Maestro Solano, avec un concert à l'Auditorium de Cáceres.
Depuis début 2002, elle donne une série de conférences: La copla, récupération d'un patrimoine commun et La copla et les lois: Le droit de passion ; également publié dans des revues culturelles.
En septembre, elle a participé au spectacle musical Extremadura, los sonidos de un pueblo, produit par la Junta de Extremadura pour les événements de la Journée d'Estrémadure au Théâtre romain de Mérida.
En outre, la même année, elle crée son spectacle Una vida entera, un projet musical avec des artistes internationaux tels que le trompettiste américain Jerry González, le pianiste de Cadix Chano Domínguez, tous deux protagonistes du film Calle 54 de Fernando Trueba, le saxophoniste et flûtiste de jazz flamenco Jorge Pardo et le célèbre violoniste Ara Malikian, qui sont montés sur scène pour la première fois avec Pilar Boyero lors d'un concert tenu à Guadalupe en août 2002.
Le 4 juin 2004, elle présente son album Una vida entera, accompagnée du pianiste de Cadix Chano Domínguez et du trompettiste Jerry González, au Grand Théâtre de Cáceres et continue dans divers théâtres d'Estrémadure. Cet album est plein d'art, de sensations, d'émotions, de saveurs, de soupirs, mais surtout d'un souvenir de l'âme et de la liberté de rêver et d'aimer, qui renouvelle la chanson avec des nuances de salsa et de jazz, ouvrant la voie et le chemin pour continuer à progresser dans le monde de la fusion, devenant ainsi un tournant dans sa carrière.
Depuis 2006, elle écrit, présente et réalise Soy lo prohibido sur Canal Extremadura Radio, consacré à la copla, et interprète la section La copla por montera dans l'émission El Coso sur la même chaîne.
En mai 2008, elle a été honorée par plus de 40 artistes lors de l'exposition Divina Pilar, au Grand Théâtre de Cáceres. L'exposition comprenait un traitement photographique et pictural de la figure de Pilar Boyero en tant que reine de la copla. De plus, des peintures, des vidéos, des sculptures et même des graffitis ont été présentés ; au total plus de cinquante pièces. Au début, l'exposition ne devait occuper qu'un seul étage du théâtre, mais en raison du succès de l'appel, les œuvres ont été réparties sur deux étages.
En novembre 2008, elle publie l'album Cáceres-Manhattan, avec des paroles du recueil de poèmes homonyme de Santiago Tobar et des arrangements du compositeur Carlos Ojeda. Le concept de l'album porte sur les relations humaines, la façon dont elles s'établissent et fluctuent, comment certaines perdurent et d'autres s'estompent. Misez sur la fusion de la poésie, de la copla et d'autres musiques. Les chansons surprennent par le mélange des sons et leur originalité. Dans certains cas, en raison de la qualité des compositions et dans d'autres en raison du risque musical que prenait ce projet, loin de la commercialité.
En 2009, elle a annoncé le Carnaval Médiéval de Cáceres, au Palais des Golfines de Arriba. La même année, elle participe au court métrage ¡Cuánta Mentira!, réalisé par Marce Solís.
Depuis 2011, elle enseigne L'histoire de la copla à l'Université des Seniors de l'Université d'Estrémadure.
En avril 2011, elle publie l'EP Coplas de puñalá, enregistré à Casa Limón et Yenimusic, grâce à des artistes tels qu'Antonio Serrano, Jerry González, Jorge Pardo et Niño Josele. De plus, il a des collaborations comme celle de Juan Antonio Valderrama. Cette œuvre revisite le distique classique avec une vision très actuelle et reflète une partie importante de la vie de l'artiste. Le nom est dû à une phrase de Carlos Cano dans une interview d'Arturo Pérez Reverte, dans laquelle il prônait la copla du chanteur de café, de l'arrière-grand-père et du poignard.
Quelques mois plus tard, elle enregistre la chanson Embrujá por tu querer, avec la collaboration de Jerry González, remplissant cette chanson de coplero d'accents flamenco avec la magie new-yorkaise, créant une fusion complète.
En 2012, elle présente l'espace Cuadernos de copla dans le programme Nuestra tarde sur Canal Extremadura Televisión.
En 2013, elle a créé le spectacle Vers Carlos Cano au Grand Théâtre de Cáceres, un hommage à l'artiste grenadin. Benjamín Torrijo, pianiste de Carlos Cano pendant une grande partie de sa carrière, et Rubén García, metteur en scène, y ont participé. Ils ont également bénéficié de la collaboration d'Alicia Sánchez, la veuve de l'artiste, et de ses filles.
En 2015, elle a participé à la septième saison du programme A tu vera en tant que membre du jury, aux côtés de Rafael Rabay et Hilario López Millán, présentée par Alicia Senovilla. En mars de la même année, elle a reçu le Prix A tu Vera, dans ledit programme.
En avril de la même année, elle reçoit le Prix Grada du loisir au Palais des Congrès de Badajoz. Et en novembre, elle a reçu le Prix Menina 2015, en reconnaissance de son engagement en faveur de l'éradication de la violence sexiste.
En février 2016, elle sort l'album Por siempre Carlos Cano, un album qui rend hommage à la figure de l'auteur-compositeur-interprète grenadin Carlos Cano.
De plus, elle a tourné avec le spectacle du même nom. L'une de ses particularités est qu'il compte sur le groupe original de l'artiste, dirigé par le maestro Benjamín Torrijo, qui l'a accompagné pendant 15 ans, et qui est le directeur musical et directeur des arrangements de ces dernières années. Le répertoire rassemble ses tubes les plus emblématiques tels que Habaneras de Cádiz, Alacena de las monjas, El tango de las madre locas, Dormido entre rosas et les titres qu'il a récupérés comme Ojos verdes, La bien pagá, Tani, Antonio Vargas Heredia, Rocío, atteignant son apogée avec María la portuguesa, une chanson qu'ils chantent tous deux en duo.
Le 7 septembre de la même année, elle se produit avec l'Orchestre d'Estrémadure, dirigé par Álvaro Albiach, au Théâtre romain de Mérida lors du gala de la Journée d'Estrémadure. Il a été diffusé sur la chaîne internationale Canal Extremadura Televisión, qui a ouvert le marché latino-américain. La même année, elle réalise un album hommage au maestro Juan Solano, sous le titre Solano sinfónico, enregistré avec l'Orchestre d'Estrémadure et avec les collaborations de Carmen París, Clara Montes et Enrique Heredia Negri.
Le 8 mars 2017, Journée de la femme, elle a reçu le prix Cáceres con nombre de mujer, en reconnaissance de sa défense des femmes.
Un mois plus tard, elle a présenté, avec Goyo González, le IXe Gala des Grada Awards de Grada Magazine, qui a eu lieu au Palais des Congrès de Badajoz.
En 2018, elle s'est produite au 10e Gala des Grada Awards du Grada Magazine, accompagnée par l'Orchestre d'Estrémadure, où elle a interprété des chansons du spectacle Solano sinfónico, un hommage au Maestro Solano.
En 2019, elle a reçu le prix Las Vaguadas, pour son engagement en faveur de l'éducation et des droits des enfants.
En mars 2020, elle a présenté l'album Cuba por coplas, enregistré en direct à La Havane, le 20 octobre, Journée de la culture cubaine, avec l'Orchestre Symphonique National de Cuba, dirigé par le Maestro Enrique Pérez Mesa. La soprano Milagros de los Ángeles y a collaboré. Toutes les chansons de l'album sont du Maestro Solano, gardant vivant le souvenir du compositeur de Cáceres. Cet album a été nommé pour le Meilleur album international Cubadisco 2020-2021.
En juillet 2021, elle publie son dernier album intitulé Notas de viajes (Notes de voyage), en hommage à Carlos Cano, dans lequel collaborent Pablo Cano, son fils, et Israel Rojas, chanteur du groupe Buena Fe.
Le 15 novembre 2021, elle a rendu hommage à Rocío Jurado, La Más Grande, avec le spectacle Algo se nos fue contigo, au Théâtre EDP Gran Vía de Madrid. Il s'inspire des chipioneras, non seulement dans le répertoire, mais aussi dans la mise en scène et les costumes. L'orchestre était composé de quinze musiciens, dirigés par Juan Carlos Carrasco, qui travaille habituellement avec des artistes comme Ricky Martin. Le batteur, Juan Carlos Rico, qui a également joué avec Jurado elle-même. Et aussi un groupe de flamenco, parmi lequel se trouve le danseur Andrés Malpica. Parmi les personnalités qui ont assisté à l'événement figuraient Enrique Heredia Negri, Olga María Ramos, Javier de Montini, Hilario López Millán, Manuel Francisco Reina, Carlos Vargas, Roser, Mara Barros et Jesús Manuel Ruiz.
Quelques jours plus tard, elle partage la scène avec Omara Portuondo et Enrique Heredia Negri avec le spectacle Canciones de ida y vuelta, qui a lieu à Talayuela.
En avril 2022, elle participe au festival San Remo Music Awards Cuba où elle est membre du jury du concours. En outre, elle a donné des concerts et des conférences à Cuba, partageant la scène avec des artistes tels que Waldo Mendoza ou Israel Rojas du groupe Buena Fe. Peu de temps après, elle a été nommée aux Cubadisco Awards dans la catégorie Meilleur album international. Elle a fait partie de la programmation du festival WOMAD de Cáceres 2022, dans lequel elle s'est produite au Palacio de Carvajal de Cáceres, consacré à l'histoire de la copla du point de vue des femmes.
Enfin, en mai, elle a reçu le prix Cubadisco 2022 du Meilleur album international. La cérémonie de remise des prix a eu lieu au Teatro América de La Havane, où l'artiste s'est produit.
En juillet, elle a donné plusieurs concerts avec l'artiste cubaine Haila Mompié lors de la Rencontre des Amis de Partagás à Matelica (Italie), où elle a reçu le prix du Club Amigos de Partagás.
En août, elle s'est produite au Salorino Copla Festival, où elle a partagé l'affiche avec Soraia Branco, Nane Ramos, Guadiana Almena et Lucía Panadero Lechuga.
En octobre, elle a participé au salon de l'industrie musicale WOMEX (Worldwide Music Expo), qui a eu lieu à Lisbonne.
En novembre, elle a effectué une tournée à Cuba, présentant le spectacle Algo se nos fue contigo, un hommage à Rocío Jurado, dans des lieux tels que le Théâtre National de Cuba, le Théâtre Sauto de Matanzas, le Cabaret Tropicana, le Cabaret Parisien de l'Hôtel Nacional de Cuba, entre autres, accompagné de certains de ses musiciens, du pianiste Alejandro Falcón et du groupe de jazz de Joaquín Betancourt.
Elle a créé le spectacle Coplas de ida y vuelta à l'Amphithéâtre du Centre historique de La Havane, en hommage aux 503 ans de la fondation de la capitale cubaine, en passant en revue ses touches flamenco et ses mélodies qui font partie de son répertoire musical, en le réalisateur Joaquín Betancourt. Elle a participé au Festival Chocolate con Café, qui a eu lieu au cinéma Huambo de Guatánamo, interprétant plusieurs classiques de Rocío Jurado. Elle était accompagnée d'Alejandro Falcón, du flûtiste argentin Rodrigo Sosa et de Haila Mompié.
En décembre, elle a réalisé la sixième édition du programme Te recuerdo: La memoria de un pueblo, qui s'est déroulé dans des maisons de retraite et des appartements surveillés de la province de Cáceres, organisé par la Conseil provincial de Cáceres.
Le 11 décembre, elle a organisé un concert de solidarité à Linares au profit de l'Association provinciale d'amitié de Jaén avec Cuba "Indio Naborí", afin de récolter des fonds pour atténuer les dégâts causés par l'ouragan Ian, dans la province de Pinar del Río à Cuba.
Ce même mois, elle a dirigé le Flamenco Zambomba "Los Peces en el Río", lors d'une série de concerts qui ont eu lieu dans les quartiers de Cáceres San Blas, Mejostilla, Aldea Moret, Llopis Ivorra et sur la Plaza Mayor de la ville, pour célébrer Noël avec des chants traditionnels fusionnés avec le flamenco, avec la participation de musiciens d'Estrémadure.
En janvier 2023, elle a donné un concert caritatif, avec le spectacle Copla y flamenco en clave de jazz, à l'Auditorium San Francisco de Cáceres. Tous les bénéfices ont été alloués à la Asociación Voces et à la Asociación Sonrisas en Acción pour soulager les besoins extrêmes au Mozambique et les réfugiés d'autres pays en guerre qui doivent fuir la terreur. Le même mois, elle était en tournée à Cuba, se produisant au Cabaret Parisien de l'Hôtel Nacional de Cuba, à l'événement culinaire international Cuba Sabe 2023 à l'Hôtel Iberostar Grand Packard et faisant partie de la programmation du 38e Festival International de Jazz Plaza. Elle a inauguré ce festival à Santiago de Cuba au Théâtre Martí avec le spectacle Copla y flamenco en clave de jazz, en l'emmenant également au Patio Jutía Conga de l'Union des écrivains et artistes de Cuba (UNEAC) et à l'Iris Jazz. Club. En outre, elle a été distinguée comme Visiteuse distinguée de la ville de Santiago de Cuba par l'Assemblée municipale du pouvoir populaire de la ville. Le même mois, elle se produit au Palácio dos Aciprestes de Linda-a-Velha (Portugal) à l'occasion de la Fête nationale de la République de Cuba.
En mars 2023, elle a fait partie de la programmation du XX Festival de Tambour "Guillermo Barreto in memoriam" à Cuba, se produisant à la Casa de Cultura du Centro Habana, au Bulebar 66, au Salón Rosado de La Tropical et dans Regla. De plus, elle s'est produite à La Vitrola, au Tropicana Cabaret et à l'Hôtel Nacional de Cuba. Le même mois, elle reçoit la distinction Raúl Gómez García, du Syndicat national des travailleurs culturels de Cuba.
En avril, elle a présenté et réalisé sa nouvelle émission de radio intitulée Desde que estuve, niña, en La Habana sur Canal Extremadura Radio, consacrée à la culture et à la musique cubaines. Tout au long de ce mois, elle publie deux nouveaux singles, Señora et Algo se nos fue contigo, des avant-premières de son nouvel album intitulé Algo se nos fue contigo, un hommage à Rocío Jurado, enregistré en direct lors de son spectacle éponyme. .
En mai, elle a offert un concert au Théâtre Eddy Suñol de Holguín (Cuba), dans le cadre de la programmation du Pèlerinage de Mai, accompagnée par l'Orchestre Symphonique de Holguín, dirigé par le maestro Oreste Saavedra, avec le spectacle Coplas de ida y vuelta. Elle s'est également produite lors des célébrations de la Fête du Travail et au Conservatoire de musique José María Ochoa de Holguín. De plus, elle a participé à la programmation du salon international de la musique Cubadisco, se produisant à La Havane au Longina Hall. Le même mois, elle publie une collaboration avec Haila Mompié avec la chanson Sarandonga, de Compay Segundo.
En juin, elle a donné un concert au Théâtre Tomás Terry de Cienfuegos (Cuba), dans le cadre de la programmation du Festival de musique alternative de Ciudad del Mar, accompagnée de Lázaro Zaldívar au piano et de Jaime Reyes à la trompette.
En juillet, elle a effectué une tournée au Mexique, créant le spectacle Homenaje a las grandes Rocíos: Dúrcal y Jurado au Teatro Varsovia de Mexico. Elle l'a ensuite présenté au Centre Culturel Universitaire Bicentenaire de San Luis Potosí, accompagnée par l'Orchestre Symphonique Universitaire. dirigé par le maestro Alfredo Ibarra.
En septembre, elle a participé à la conférence Rocío Jurado, el mito, avec Juan Mellado et Marina Bernal, au Centre d'interprétation Rocío Jurado (Musée Rocío Jurado), commémorant le 80e anniversaire de la naissance de l'artiste Chipionera.
En octobre, elle donne plusieurs concerts à la Sala Dolores de Santiago de Cuba avec le spectacle Copla y Flamenco en clave de Jazz. Plus tard, elle s'est produite au Théâtre Eddy Suñol de Holguín avec le spectacle Iberoamericana, accompagnée par l'Orchestre Symphonique de Holguín, dirigé par le maestro Oreste Saavedra, dans le cadre de la programmation du XXIX Festival de la culture ibéro-américaine. Et aussi, à la Casa de Iberoamérica et à l'hôtel Meliá Santiago de Cuba avec le spectacle Homenaje a las grandes Rocíos: Dúrcal y Jurado.
En novembre, elle a participé à la programmation du Festival Guantánamo Chocolate con Café, partageant l'affiche avec des artistes tels que Buena Fe, Haila Mompié, Vania Borges, Los Van Van, Cándido Fabré, Septeto Santiaguero, entre autres, réunissant plus de 50 000 personnes. .
En décembre, elle a réalisé une nouvelle édition du programme Te recuerdo: La memoria de un pueblo, organisée par la Conseil provincial de Cáceres, avec laquelle les personnes âgées, les patients atteints de la maladie d'Alzheimer ou à mobilité réduite, ont pu profiter de la copla dans différents centres résidentiels de la province de Cáceres.
En janvier 2024, elle se produit à la Sala Tito Junco du Centre Culturel Bertolt Brecht et au Teatro América de La Havane, avec le spectacle Copla y Flamenco en clave de Jazz, dans le cadre de la programmation du Festival International Jazz Plaza. À son retour, elle a reçu le prix Media Verónica lors du gala du 15e anniversaire du club taurin Media Verónica, qui a eu lieu au Palais de la Culture Herrera del Duque.
En février 2024, elle a été nommée aux Extremadura Music Awards dans la catégorie Meilleur hommage, pour son spectacle Algo se nos fue contigo: Homenaje a Rocío Jurado.
Ela a préfacé le livre Rosa Morena. Manuela Pulgarín González. La Reina del Flamenco Pop, écrit par Manuel Iglesias Segura et publié par la Fondation CB le même mois.
En mars 2024, elle a offert plusieurs concerts à La Havane dans le cadre de la programmation du Mois de la Femme Mujeres sin límites. À l'Ambassade d'Espagne à Cuba, elle a offert la conférence-concert L'évolution des femmes dans la tonalité de Copla. Le lendemain, au Teatro Martí, elle donne le spectacle Copla y Flamenco en calve de Jazz et plus tard, elle se produit au Convento de Belén avec Copla: La Memoria de un pueblo.
En avril, elle a tenu la conférence-concert La evolución de la mujer en clave de copla à la Real Sociedad Económica Extremadura Amis du Pays de Badajoz, présentée par María Isabel Paredes Dávila et accompagnée au piano par Pedro Monty.
En mai, elle a effectué une tournée au Mexique. Elle a donné un concert au Théâtre Esperanza Iris City de Mexico avec le spectacle Dúrcal y Jurado Sinfónico, accompagnée par l'Orchestre Philharmonique International et par Rodrigo de la Cadena en tant qu'artiste invité, coïncidant avec la célébration de la Fête des Mères. à l'Auditorium IMAC de Xalapa, au Palais de la Musique Mexicaine de Mérida, au Juncal Tablao Flamenco de Mexico, au Centre Culturel Teopanzolco de Cuernavaca et au café-concert Lo de Inés de Mexico, avec le spectacle Homenaje a las grandes Rocíos: Dúrcal y Jurado, au piano et trompette.

## Centres résidentiels
Depuis 2006, l'artiste travaille avec des patients atteints de la maladie d'Alzheimer dans la tonalité de la copla, grâce aux bons résultats que ce genre produit chez eux et depuis 2016, elle propose des cycles de concerts, accompagnés au piano par le maestro Pedro Monty, en résidence. centres d'Estrémadure dans deux programmes financés par la Conseil provincial de Cáceres, la Conseil provincial de Badajoz, des fondations et des mairies: Vivir la copla' et Te recuerdo.

## Juge de télévision
- 2010: Duende joven, Canal Extremadura TV[4].
- 2014: Los niños de tus ojos, Castilla-La Mancha Media.
- 2015: A tu vera, Castilla-La Mancha Media.
- 2012: Festival San Remo Music Awards Cuba.

## Discographie
- 1995 - "El cante mío"
- 1998 - "Pilar Boyero canta al Maestro Solano"
- 2004 - "Una vida entera"
- 2008 - "Cáceres-Manhattan"
- 2011 - "Coplas de puñalá"
- 2016 - "Por siempre Carlos Cano"
- 2020 - "Cuba por coplas"
- 2021 - "Notas de viajes"

## Distinction
- 2005: Prix Superolé 2005.
- 2015: Prix Grada al ocio.
- 2015: Prix A tu vera.
- 2015: Prix Menina 2015.
- 2017: Prix Cáceres con nombre de mujer.
- 2017: Prix Las Vaguadas.
- 2017: Prix Ellas 2020.
- 2021: Nomination Cubadisco 2020-2021: Mejor Disco Internacional.
- 2021: Embajadora del Capazo.
- 2022: Nomination VI Premios Extremadura Exporta: Empresa de servicios.
- 2022: Prix Cubadisco 2022: Mejor Disco Internacional.
- 2022: Prix Club Amigos de Partagás.
- 2022: Prix Círculo de Amigos del Gran Teatro de La Habana "Alicia Alonso".
- 2023: Visitante distinguido de la ciudad de Santiago de Cuba.
- 2023: Décoration Raúl Gómez García.
- 2024: Prix Media Verónica.
- 2024: Nomination Premios de la Música Extremeña: Mejor homenaje.